# Andreas Zondervan
Andreas „Arie” Johannes Zondervan (ur. 21 października 1910 r. w Berlinie, zm. 1983?) – holenderski działacz i publicysta faszystowski, członek Narodowo-Socjalistycznego Ruchu Holenderskiego (NSB), komendant bojówek Weer Afdeling (WA)

## Życiorys
Pochodził z holendersko-niemieckiej rodziny, która w 1918 r. zamieszkała w Holandii. Arie Johannes Zondervan w 1931 r. ukończył szkołę średnią, po czym rozpoczął studia prawnicze. W marcu 1933 r. wstąpił do faszystowskiego Narodowo-Socjalistycznego Ruchu Holenderskiego kierowanego przez Antona A. Musserta. Został „porucznikiem” bojówek NSB Weer Afdeling. W 1938 r. ukończył studia. W tym czasie został członkiem niemieckiej NSDAP. Rozpoczął pracować jako sekretarz S. L. A. Plekkera, komendanta dystryktu Haarlem NSB. Wkrótce założył pismo WA „De Zwarte Soldaat”, zostając jego redaktorem. Był bardzo lojalny wobec A. A. Musserta, stąd jego kariera partyjna rozwijała się szybko. Po zajęciu Holandii przez wojska niemieckie w 1940 r., tak jak inni członkowie NSB, podjął kolaborację z okupantami. W grudniu 1941 r. wstąpił do Ochotniczego Legionu Holenderskiego, dostając stopień SS-Untersturmführera. Po 6 tygodniach ciężkich walk na froncie wschodnim A. J. Zondervan, odznaczony Żelaznym Krzyżem 2 klasy, powrócił do Holandii, obejmując przywództwo bojówek WA. Przeciwstawił się koncepcji ich włączenia do holenderskiego SS. Od listopada 1943 r. służył w formacji obrony terytorialnej Landwacht Nederland. Po wyzwoleniu Holandii w maju 1945 r., ukrywał się w Amsterdamie. Został schwytany przy próbie przekroczenia granicy i osadzony w areszcie. W 1951 r. skazano go na karę 20 lat. Jednakże już w 1959 r. wyszedł na wolność, po czym zamieszkał w RFN.